# Budimir Vujačić
Budimir Vujačić, srbski nogometaš, * 4. januar 1964.
Za jugoslovansko reprezentanco je odigral 8 uradnih tekem, za srbsko reprezentanco je odigral štiri uradne tekme.